# (2863) Ben Mayer
(2863) Ben Mayer est un astéroïde de la ceinture principale.

## Description
(2863) Ben Mayer est un astéroïde de la ceinture principale. Il fut découvert le 30 août 1981 à la station Anderson Mesa par Edward L. G. Bowell. Il présente une orbite caractérisée par un demi-grand axe de 3,16 UA, une excentricité de 0,19 et une inclinaison de 2,0° par rapport à l'écliptique.

## Compléments